# Schronisko turystyczne na Trzech Kopcach
Schronisko turystyczne na Trzech Kopcach – nieistniejące górskie schronisko turystyczne w Beskidzie Śląskim, na szczycie Trzech Kopców. Położone było na wysokości ok. 1080 m n.p.m.

## Historia
W latach 30. XX wieku na szczycie Trzech Kopców, na gruncie wydzierżawionym od barona Ottona Klobusa, Niemiec Robert Urbanke z Wilkowic wraz z żoną Anielą zbudowali schronisko turystyczne (po pożarze swojego schroniska na Magurce Wilkowickiej). Piętrowy budynek schroniska miał 35 miejsc noclegowych (20 na łóżkach i 15 na siennikach). Zgoda na działalność schroniska została wydana 29 kwietnia 1937 r. W 1938 Koło Polskiego Towarzystwa Tatrzańskiego z Białej wynajęło w schronisku jedną z sal i uruchomiło w niej swoją czwartą stację turystyczną. Żona Roberta Urbanke, Aniela, była przyjaźnie nastawiona do Polaków. Istniejące wcześniej schronisko na Szyndzielni i schronisko na Klimczoku służyły przede wszystkim turystom niemieckim. Dzięki stacji na Trzech Kopcach także polscy turyści znaleźli w tym rejonie bazę dla siebie. Również w czasie okupacji Polacy często tu zaglądali, zwłaszcza gdy po wcieleniu Roberta Urbanke do wojska niemieckiego samodzielnie gospodarzyła tu jego żona.
Przez kilka sezonów zimowych stałymi gośćmi w schronisku byli polscy narciarze, którym przewodzili Edward Dudek i Józef Jurzak. W weekendy przyjeżdżali tu również Francuzi, Holendrzy i Belgowie, zatrudnieni jako robotnicy przymusowi w zakładach IG Farben w Oświęcimiu. W lutym 1944 rozegrane zostały tu nawet konspiracyjne Narciarskie Mistrzostwa Śląska, w których zwyciężył Józef Jurzak przed Janem Płonką i mieszkającym w Bielsku Szwajcarem Maxem Sheerem.
Budynek schroniska został poważnie zniszczony pod koniec II wojny światowej. Najpierw Niemcy wybudowali w okolicy szereg umocnień polowych, do wzniesienia których użyli m.in. drzwi i ścian działowych schroniska. Zimą i wiosną 1945 przebiegała tędy przez wiele tygodni linia frontu – w tym czasie dokonała się dalsza dewastacja obiektu. Ruiny schroniska rozebrano ostatecznie po 1949. 
Pozostały po nim tylko widoczne do dziś fundamenty, przy  szlaku turystycznym z Klimczoka na Błatnią.